# Льгово (Галичский район)
Льгово — деревня в составе Дмитриевского сельского поселения Галичского района Костромской области России.

## География
Деревня расположена на берегу реки Средняя.

## История
Согласно Спискам населённых мест Российской империи в 1872 году деревня относилась к 2 стану Галичского уезда Костромской губернии. В ней числилось 32 двора, проживало 110 мужчин и 126 женщин.
Согласно переписи населения 1897 года в деревне проживало 283 человека (112 мужчин и 171 женщина).
Согласно Списку населённых мест Костромской губернии в 1907 году деревня относилась к Свиньинской волости Галичского уезда Костромской губернии. По сведениям волостного правления за 1907 год в ней числилось 53 крестьянских двора и 209 жителей. Основными занятиями жителей деревни были малярный и плотницкий промыслы, сельскохозяйственные работы.
До муниципальной реформы 2010 года деревня входила в состав Красильниковского сельского поселения.